# Liste der Nummer-eins-Hits in den Cash Box Charts (1983)
Diese Liste enthält alle Nummer-eins-Hits in den amerikanischen Cash Box Charts im Jahr 1983. Es gab in diesem Jahr 19 Nummer-eins-Singles.
| Singles |
| --- |
| - Daryl Hall and John Oates – Maneater - 5 Wochen (18. Dezember 1982 – 21. Januar 1983) - Men at Work – Down Under - 5 Wochen (22. Januar – 25. Februar) - Culture Club – Do You Really Want to Hurt Me - 2 Wochen (26. Februar – 11. März) - Michael Jackson – Billie Jean - 6 Wochen (12. März – 22. April) - Dexys Midnight Runners – Come On Eileen - 1 Woche (23. April – 29. April) - Styx – Mr. Roboto - 1 Woche (30. April – 6. Mai) - Michael Jackson – Beat It - 2 Wochen (7. Mai – 20. Mai) - David Bowie – Let’s Dance - 1 Woche (21. Mai – 27. Mai) - Irene Cara – Flashdance... What a Feeling - 6 Wochen (28. Mai – 8. Juli) - Eddy Grant – Electric Avenue - 1 Woche (9. Juli – 15. Juli) - The Police – Every Breath You Take - 7 Wochen (16. Juli – 2. September) - Eurythmics – Sweet Dreams (Are Made of This) - 2 Wochen (3. September – 16. September) - Taco – Puttin’ on the Ritz - 2 Wochen (17. September – 30. September) - Men Without Hats – The Safety Dance - 1 Woche (1. Oktober – 7. Oktober) - Bonnie Tyler – Total Eclipse of the Heart - 4 Wochen (8. Oktober – 4. November) - Kenny Rogers mit Dolly Parton – Islands in the Stream - 2 Wochen (5. November – 18. November) - Lionel Richie – All Night Long (All Night) - 3 Wochen (19. November – 9. Dezember) - Paul McCartney & Michael Jackson – Say Say Say - 3 Wochen (10. Dezember – 30. Dezember) - Duran Duran – Union of the Snake - 3 Wochen (31. Dezember 1983 – 20. Januar 1984) |